# Schizocosa cecili
Schizocosa cecili là một loài nhện trong họ Lycosidae.
Loài này thuộc chi Schizocosa. Schizocosa cecili được Mary Agard Pocock miêu tả năm 1901.